# ナミビア銀行
ナミビア銀行（ナミビアぎんこう、英語: Bank of Namibia、略称BoN）は、ナミビア共和国の中央銀行。ナミビアの通貨、ナミビア・ドルを発行している。

## 概要
首都ウィントフックに本店、オシャカティに支店を設置している。設置は1990年、ナミビア共和国憲法第7章第128条に基づき、1990年ナミビア銀行法(英語: Bank of Namibia Act,1990)によって設立された。
ナミビア銀行の機能は以下のとおりである。
- 金融システム・通貨・信用の安定
- 国内外の通貨安定と十分な支払いの準備
- ナミビア経済の持続的な発展への誘導
- 政府の銀行としての役割
- 政府の経済政策のサポート

## 歴代総裁
- 1990年-1991年 : Wouter Bernard[4]
- 1991年-1993年 : Erik Lennart Karlsson[4]
- 1994年-1996年：Jafaar bin Ahmad[4]
- 1997年-2010年：Tom Kavaningilamo Alweendo
- 2010年-2020年：Ipumbu Shiimi
- 2020年- : Johannes ǃGawaxab